# Prosartes hookeri
Prosartes hookeri (synonym: Disporum hookeri) er en flerårig, urteagtig plante med en buskagtig og forgrenet vækst. De hængende blomster er hvide og klokkeformede, og bærrene er blanke og røde. Planten er fuldt hårdfør, nøjsom og skyggetålende, men er lidet kendt i Danmark.

## Kendetegn
Prosartes hookeri er en flerårig, urteagtig plante med en opret, busket og forgrenet vækst. Stænglerne er dunhårede lige som bladene, der sidder spredt op ad stænglen. Bladene er ovale, helrandede og buenervede med en tydelig, udtrukket spids. Begge bladsider er lyst græsgrønne. Blomstringen foregår i april-maj, hvor man finder blomsterne siddende enkeltvis eller 2-3 sammen yderst på forgreningerne. De enkelte blomster er 3-tallige, regelmæssige og smalt klokkeformede med hvide blosterblade. Frugterne er blanke, røde bær.
Rodsystemet består af tynde, højtliggende jordstængler, der bærer skud og trævlede rødder. Hele planten – inklusive de røde bær – er giftig.
Planten kan nå en højde på næsten 1 m, mens bredden er noget mindre.

## Udbredelse
Prosartes hookeri er naturligt forekommende i det nordvestlige USA, ved de store søer og i det sydvestlige Canada. Den er knyttet til nåleskove eller blandede skove med megen regn og en jordbund, som er porøs og veldrænende. Derimod er den mindre afhængig af lysstyrken, selv om den blomstrer mest i let skygge.
I bjergene og på øerne langs Canadas stillehavskyst findes skove, som er domineret af Kæmpe-Thuja og Vestamerikansk Henlock. Her vokser arten i højder fra havniveau til 1.200 m sammen med bl.a. fjerbregne, blåbær (flere arter),  canadisk hønsebær, Clintonia uniflora (en art i Lilje-familien), finbladet mangeløv, jernbjerglyng,  kæmpethuja, laksebær, purpurædelgran, sitkagran, Tiarella trifoliata (en art af skumblomst), tornpanax, tredelt egebregne og vestamerikansk hemlock

## Note
1. ↑  Canadian National Vegetation Classification: Tsuga heterophylla - Abies amabilis / Oplopanax horridus / Gymnocarpium dryopteris – grundig liste over canadiske plantesamfund (på (engelsk))